# Julia Meladin
Julia Meladin (* 19. Dezember 2003 in Brandenburg) ist eine deutsche Popsängerin und Songschreiberin. Bekannt wurde sie ab 2021 durch in Eigenregie veröffentlichte Songs auf TikTok und anderen sozialen Medien, insbesondere ihre Debütsingle „Angst“, die viral ging und in kurzer Zeit über 1,3 Millionen Streams erreichte. Ihre Songs behandeln oft persönliche und gesellschaftliche Themen wie Missbrauch, Leistungsdruck, Selbstwert oder Einsamkeit. 2024 erschien ihre erste EP *Leben meiner Träume*, 2025 folgte ihr Debütalbum *Perlen um den Hals*. Ihre Lieder zeichnen sich durch persönliche, tiefgründige Texte und eine Mischung aus Pop- und Rockelementen aus. Julia Meladin wurde von verschiedenen Musikportalen als eine der vielversprechendsten deutschsprachigen Pop-Newcomerinnen bezeichnet.

## Leben
Julia Meladin wuchs in einem kleinen Dorf in Brandenburg auf. Sie kam früh mit Musik in Berührung: Ihr Vater schrieb eigene Lieder und spielte Gitarre, und zu Hause lief häufig Musik von Queen oder aus der Neuen Deutschen Welle. Meladin griff diese Einflüsse auf und brachte sich zunächst selbst das Gitarrespielen bei. Mit acht Jahren schrieb sie – noch in holprigem Englisch – ihre ersten eigene Songs. Später lernte sie auch Schlagzeug, Klavier und Ukulele und schrieb in jeder freien Minute Songtexte. In ihrer Schulzeit gründete sie eine erste Band, mit der sie sowohl Coverstücke als auch eigene Lieder aufführte. Ihre Eltern unterstützten sie dabei und bestärkten sie in ihrem musikalischen Weg.
Meladin zeigte zudem schulische Begabung: Nach einem Eignungstest übersprang sie eine Klasse und legte das Abitur mit 17 Jahren ab. Anschließend zog sie nach Berlin, wo sie ein Studium der Wirtschaftskommunikation begann. Während des Studiums begann sie, kurze Ausschnitte ihrer selbstgeschriebenen Songs in den sozialen Medien zu teilen, und legte damit den Grundstein für ihre spätere Musikkarriere.
Julia Meladin ist ein Künstlername. Meladin erzählte, sie habe sich diesen Namen bereits als Kind ausgedacht, als sie einen zusätzlichen Vornamen suchte und Melanie nicht richtig aussprechen konnte.

## Karriere
Ab 2021 veröffentlichte Meladin eigene Song-Ideen und Ausschnitte ihrer Lieder auf der Video-Plattform TikTok – ungefiltert und direkt. Eines dieser Stücke war Angst, ein am Klavier komponiertes Lied über persönliche Sorgen und Ängste. Der erste kurze Clip von Angst ging über Nacht viral und erreichte rund 100.000 Aufrufe. Meladin erhielt daraufhin zahlreiche Kommentare von Menschen, denen der Song "aus der Seele" sprach. Sie reagierte darauf, indem sie immer wieder neue Versionen von Angst mit den Erfahrungen und Geschichten ihrer Follower erstellte. Das vollständig in Eigenregie produzierte Lied entwickelte sich so zu einem Internet-Hit und erregte die Aufmerksamkeit mehrerer großer Plattenfirmen. Angst erschien schließlich 2022 als Meladins erste offizielle Single und sammelte innerhalb kurzer Zeit über 1,3 Millionen Streams. Der Erfolg dieses Songs – ein eingängiger Pop-Titel mit authentischen Gefühlen – machte Meladin in der jungen deutschen Musikszene bekannt.
Der Erfolg führte 2022 zu einem Plattenvertrag bei Sony Music (Label Ariola/Hansa). Ihre erste offizielle Single beim Label, 10 von 10, erschien Anfang 2023 und kritisiert den Schönheitsdruck in sozialen Medien. So heißt es darin etwa: „Er ist 'ne Zehn von Zehn, doch nur 1,60 – ist ja wohl klar, dass er dann nur noch 'ne Sechs ist.“ – Meladin prangert damit oberflächliche Bewertungen von Menschen an. Mit Beispiel daran folgte Ende 2023 ein weiterer Titel, der sich mit elterlichen Erwartungen und dem Vergleich mit anderen auseinandersetzt. Zeilen wie „Nimm dir ein Beispiel daran, nimm dein Leben in die Hand“ spiegeln das ständige Streben nach elterlicher Anerkennung wider und sprechen vielen jungen Leuten „aus der Seele“. Diese unverblümten Texte trugen dazu bei, Meladin eine treue Hörerschaft aufzubauen, die sich mit ihren Inhalten identifizieren kann.
Am 29. März 2024 erschien Meladins Debüt-EP Leben meiner Träume, die sechs Titel umfasst. Die EP beinhaltet mit dem Titelsong Leben meiner Träume auch einen Track, der das Gefühl beschreibt, wenn man auf Social Media das scheinbar perfekte Leben anderer betrachtet und denkt: „Jeder lebt das Leben meiner Träume, hab das Gefühl, dass ich mein Leben selbst versäume“. Insgesamt verdeutlichen die Stücke der EP Meladins musikalische Bandbreite und erlauben einen tieferen Einblick in ihr Schaffen. Ihre Leben meiner Träume-EP erzielte bis Anfang 2025 rund 16 Millionen Streams.
Im Laufe des Jahres 2024 veröffentlichte Meladin weitere Singles, die auf ihr erstes Album hinführten. Dazu gehörten etwa Gänsehaut, ein in Zusammenarbeit mit dem Musiker Yu entstandener Rock-Pop-Titel, Tinder, ein sommerlicher Popsong über frustrierende Partnersuche auf Dating-Apps, sowie Deine Schuld, in dem sie das Thema sexuelle Belästigung offen anspricht. Im Oktober 2024 erschien außerdem der Song Bad Times & Sad Vibes, bei dem Meladin mit dem Sänger Basti Stein zusammenarbeitete. In der Weihnachtszeit 2024 folgte die humorvolle, gesellschaftskritische Single Mrs. Grinch, in der sie die Oberflächlichkeit der Weihnachtszeit hinterfragt.
Kurz vor Fertigstellung ihres Albums veröffentlichte Meladin im Januar 2025 die Ballade Melancholie als letzte Vorab-Single. In diesem Stück verarbeitet sie nostalgisch die Sehnsucht nach der unbeschwerten Kindheit und reflektiert die manchmal ernüchternde Realität des Erwachsenwerdens. Melancholie zeigt eine verletzlichere, ruhige Seite von Meladin und erschien am 10. Januar 2025 mit einem dazugehörigen Musikvideo.
Am 31. Januar 2025 veröffentlichte Julia Meladin ihr Debütalbum Perlen um den Hals, das zwölf Lieder umfasst. Das Album deckt eine große stilistische Bandbreite ab – von ruhigen, klavierbetonten Intros bis hin zu energiegeladenem Pop-Punk am Finale. Meladin selbst sagte über den Spannungsaufbau der Platte: „Das Album geht slow los und baut sich dann auf – wie ein Adrenalinrausch.“. Inhaltlich verarbeitet sie auf Perlen um den Hals vielfältige Themen aus ihrem Leben und dem Lebensgefühl ihrer Generation. So handeln einige Songs von Liebe, Herzschmerz und den Höhen und Tiefen des jungen Erwachsenseins, während andere ernste Probleme ansprechen – etwa Deine Schuld zum Thema sexuelle Übergriffe oder Abgrund über Drogen- und Alkoholkonsum. In Stücken wie Flashbacks und Melancholie blickt Meladin mit Wehmut auf ihre Kindheit zurück. Durch diese Mischung aus persönlichen Erlebnissen und gesellschaftlichen Problemen hat sie sich den Ruf erworben, eine „Stimme der Gen Z“ zu sein. Das Album wurde neben der digitalen Veröffentlichung auch als limitierte Vinyl-Schallplatte (in pinkfarbener Ausführung) herausgebracht.
Parallel zur Albumveröffentlichung startete Meladin im Februar 2025 ihre erste eigene Konzerttournee, die Leben meiner Träume Tour 2025. Die Tour umfasste neun Termine in Deutschland und Österreich – unter anderem in Stuttgart, München, Wien, Leipzig, Berlin, Hamburg, Köln, Frankfurt und Hannover. Die Veranstaltungsorte reichten dabei grob von kleineren Clubs mit 200 – 350 Plätzen (zum Beispiel B72 in Wien mit rund 200 oder die Backstage Halle in München mit etwa 350) über mittelgroße Locations mit 500 – 600 Plätzen (etwa Im Wizemann Club in Stuttgart mit ca. 550 oder das Lido in Berlin mit ca. 600) bis hin zu größeren Hallen mit über 1.400 Plätzen (wie das Täubchenthal in Leipzig mit rund 1.450). Bereits im Vorfeld waren viele der Shows, besonders in größeren Städten, rasch ausverkauft. Meladin kündigte an, Konzerte zu bieten, die man „nicht nur hört, sondern fühlt“. Bei ihren Live-Auftritten legt sie großen Wert auf Nähe zum Publikum; die emotionale Verbindung zu den Zuhörerinnen und Zuhörern gilt als Markenzeichen ihrer Shows. Aufgrund der starken Nachfrage wurde ihre Tour bereits im ersten Jahr ihres Bühnenwirkens als großer Erfolg gewertet.
Im November 2025 geht Julia Meladin mit der Perlen um den Hals Tour 2025 erneut auf große Clubtour durch den deutschsprachigen Raum. Die insgesamt vierzehn Konzerte führen sie durch Deutschland und Österreich. Gespielt wird in ausgewählten Clubs, Kulturzentren und besonderen Veranstaltungsorten mit Kapazitäten zwischen etwa 200 und 800 Personen, darunter das Z-Bau in Nürnberg, die CD-Kaserne in Celle und das ppc in Graz. Die Tour startet am 12. November 2025 in der Sumpfblume Hameln und endet am 30. November im Kulturladen Konstanz.
Nahezu jeder Song von Julia Meladin wird von einem eigenen Musikvideo begleitet – eine Ausnahme bilden lediglich die beiden Weihnachtslieder Weihnachtszauber und Merry Xmas Everybody aus den Songpoeten Christmas Sessions, zu denen keine offiziellen Clips erschienen sind. Seit dem Release von Leben meiner Träume veröffentlicht Meladin zudem zu vielen Songs ergänzende Inhalte auf YouTube: Für diesen Titel sowie für sämtliche Stücke ab Mrs. Grinch existieren jeweils sowohl eine „Tea Time“-Folge, in der sie Hintergründe und persönliche Gedanken zum Song teilt, als auch ein Making-of-Video mit Blick hinter die Kulissen der Videoproduktion. Eine Ausnahme bildet lediglich Der letzte Tag, zu dem lediglich ein Tea-Time-Video erschienen ist.

## Musikstil
Julia Meladins Musikstil vereint eingängigen Deutschpop mit energiegeladenen Rock-/Punk-Elementen sowie der Intimität einer klassischen Singer-Songwriter-Ballade. Sie experimentiert mit verschiedenen Genres – von mitreißenden Rocksongs, zu denen man tanzen kann, bis hin zu emotionalen Pop-Balladen. Oft wechseln sich harte E-Gitarren-Riffs und treibende Schlagzeug-Beats mit gefühlvollen, klaviergestützten Passagen ab. Meladin selbst beschreibt ihren Sound als eine Mischung voller Kontraste: „eine Pop-Grundlage mit einer Punk-Attitude, wie ein oversized Vintage-Jacke kombiniert mit einem pinken Dior-Kleid“. Diese Vielseitigkeit sorgt dafür, dass sie sich keiner einzelnen musikalischen Schublade zuordnen lässt.
Ein zentrales Merkmal sind Meladins persönliche und direkte Texte, mit denen sie häufig Erfahrungen ihrer eigenen Generation thematisiert. Ihre Liedtexte behandeln sowohl individuelle Gefühle – etwa Ängste, Unsicherheiten und Herzschmerz – als auch gesellschaftskritische Themen. So verarbeitet sie Enttäuschungen, Einsamkeit, Leistungsdruck und die Suche nach Identität in ihren Songs. In 10 von 10 kritisiert sie den Schönheitswahn und Druck zur Perfektion durch Social Media, während Beispiel daran den Vergleich mit vermeintlich erfolgreichen Altersgenossen und elterliche Erwartungen beleuchtet. Mit Deine Schuld gibt Meladin Opfern von Übergriffen eine Stimme, und Was uns ausmacht (ein weiteres von Fans angeregtes Lied, das nicht offiziell veröffentlicht wurde) behandelt den Umgang mit Essstörungen und Depression. Meladin lässt sich bei der Songauswahl oft von ihrer Community inspirieren und schreibt Lieder basierend auf Vorschlägen ihrer Anhänger – so entstanden z. B. Stücke über Themen wie Magersucht oder die Angst, nachts allein nach Hause zu gehen. Durch diese Authentizität und Nähe fühlen sich viele Hörer „gehört und verstanden“, was ihr eine wachsende Fangemeinde eingebracht hat.
Visuell fällt Meladin häufig durch die Farbe Pink auf, die zu einer Art Markenzeichen für sie geworden ist. In Musikvideos und bei Auftritten integriert sie gerne pinkfarbene Akzente. So tritt sie im Video zu Tinder vor schwarz-weißer Kulisse in einem knallpinken Kleid auf, um einen Kontrast hervorzuheben. Insgesamt wird Julia Meladin für ihre ehrliche Ausdrucksweise und die Fähigkeit gelobt, emotionale Themen in zugängliche, radiofreundliche Popmelodien zu verpacken. Dies mache sie zu einer wichtigen Stimme ihrer Generation in der deutschsprachigen Popmusik.

## Diskografie

### Alben
- Perlen um den Hals (31. Januar 2025)

### EPs
- Leben meiner Träume (29. März 2024)

### Singles
- Angst (22. Juli 2022)
- 10 von 10 (14. Juli 2023)
- 10 von 10 – Remix (mit Patrick Liegl, 18. August 2023)
- Beispiel daran (13. Oktober 2023)
- Songpoeten Christmas Sessions (mit Louis Philippson) (1. Dezember 2023)
- Totes Herz (9. Februar 2024)
- Gänsehaut (feat. Yu, 31. Mai 2024)
- Tinder (19. Juli 2024)
- Deine Schuld (20. September 2024)
- Bad Times & Sad Vibes (feat. Basti Stein, 25. Oktober 2024)
- Mrs. Grinch (29. November 2024)
- Melancholie (10. Januar 2025)
- Oldtimer (18. Juli 2025)

### Sonstiges
Neben ihren offiziellen Veröffentlichungen veröffentlichte Julia Meladin auf Plattformen wie TikTok und YouTube regelmäßig kurze Ausschnitte eigener Songs, die bisher nicht in voller Länge erschienen sind. Dabei handelt es sich zumeist um akustisch vorgetragene Demo-Versionen. Einige Titel kursieren unter inoffiziellen Namen, die aus Kommentaren oder Textzeilen abgeleitet wurden. Einige der Songs wurden später zu regulären Veröffentlichungen weiterentwickelt; diese sind in der folgenden Liste nicht enthalten. Eine Auswahl dieser bislang nicht offiziell veröffentlichten Stücke umfasst:
- Krieg (18. März 2022)
- Schutt und Asche (25. März 2022)
- Halt deinen Mund (14. August 2023)
- Mond & Hölle (21. Oktober 2023)
- Die wilden Hühner (21. Oktober 2023)
- Männer dürfen weinen (21. Oktober 2023)
- B0rderline (22. Oktober 2023)
- Menschlichkeit (22. Oktober 2023)
- Gossip Girl (22. Oktober 2023)
- I Need Time (22. Oktober 2023)
- Smile For The Picture (22. Oktober 2023)
- Die stille Maus (22. Oktober 2023)
- Die Medizin (22. Oktober 2023)
- Dieses Foto bleibt (22. Oktober 2023)
- Falsche Freunde (22. Oktober 2023)
- Ist es wirklich noch zeitgemäß? (22. Oktober 2023)
- Das dritte Rad (22. Oktober 2023)
- Am besten alles auf einmal ... (22. Oktober 2023)
- Für dich (22. Oktober 2023)
- Deine Liebe ist es wert (22. Oktober 2023)
- Noch ein bisschen weniger (22. Oktober 2023)
- Aperol Spritz und ein Lächeln im Gesicht (22. Oktober 2023)
- Was wäre wenn? (22. Oktober 2023)
- 24 Stunden (22. Oktober 2023)
- Angst dich zu verlieren (28. November 2023)
- Wenn du noch bei mir bist (27. Dezember 2023)
- Zwischen den Stühlen (28. Dezember 2023)
- Bindungsangst (8. Januar 2024)
- Happy Birthday? (8. Januar 2024)
- Ich habe gedacht (9. Januar 2024)
- Hast du mich je gefragt? (12. Januar 2024)
- Kreislauf (18. April 2024)
- Fuck, ich will es auch (21. April 2024)
- Wie Halloween (6. Mai 2024)
- Ich dachte, es wird besser (22. Juli 2024)
- Manchmal (31. Juli 2024)
- Bitte brich mein Herz (27. Oktober 2024)
- Weil sie hässlich sind (14. November 2024)
- Was wenn ich dir sage (16. November 2024)
- Wenn sich Geschichte wiederholt (4. Februar 2025)
- Der Mensch, der ich mal war (21. März 2025)
- Spieglein Spieglein (21. März 2025)
- Bei dir (21. März 2025)
- Nicht ohne mich (7. April 2025)
- Etwas, das bleibt (7. April 2025)
- Kleiner Fingerschwur (29. April 2025)

Ob und in welcher Form diese Songs in Zukunft offiziell veröffentlicht werden, ist bislang nicht bekannt.

## Rezeption
Julia Meladin hat sich innerhalb weniger Jahre als erfolgreiche Nachwuchskünstlerin etabliert. Bis Anfang 2025 verzeichneten ihre Songs insgesamt fast sechs Millionen Streams auf Spotify, allein ihre erste EP Leben meiner Träume kam auf über 16 Millionen Streams. In den sozialen Medien folgen ihr Hunderttausende von Fans (Stand 2025: rund 300.000 auf TikTok und 76.000 auf Instagram, 260.000 Hörer monatlich auf Spotify). Mehrere ihrer Singles wurden zu Hits in der deutschen TikTok-Community und fanden Eingang in beliebte Deutschpop-Playlists. Branchenmedien und Presseartikel bezeichnen Meladin aufgrund ihres schnellen Aufstiegs und ihrer Themenvielfalt als „Phänomen“ und loben sie als „Königin des ehrlichen Pop“ ihrer Generation. Ihr Debütalbum Perlen um den Hals wurde in Fankreisen enthusiastisch aufgenommen; insbesondere die authentische Auseinandersetzung mit jugendlichen Gefühlen und Problemen fand positive Resonanz.
Auch live feiert Meladin früh Erfolge: Noch vor Veröffentlichung des Albums waren zahlreiche Termine ihrer ersten Tour 2025 ausverkauft. Ihre Bühnenshows zeichnen sich durch eine mitreißende Energie und emotionales Storytelling aus, was von Kritikern hervorgehoben wird. Meladin schafft es, das Publikum direkt anzusprechen und eine intime Atmosphäre zu erzeugen, in der Fans sich verstanden fühlen. Durch diese Kombination aus musikalischem Talent, nahbarer Persönlichkeit und dem Gespür für den Zeitgeist gilt Julia Meladin als eine der spannendsten neuen Stimmen im deutschsprachigen Pop.
Neben ihrer Musik nutzt Meladin ihre Reichweite auch für gesellschaftlich relevante Botschaften. In Interviews thematisiert sie unter anderem die Schattenseiten der sozialen Medien – etwa den ständigen Druck zur Selbstinszenierung – und betont: „Jeder lebt dieses Leben meiner Träume, nur ich nicht“. Mit dieser Haltung stärkt sie das Gemeinschaftsgefühl ihrer Hörerinnen und Hörer und unterstreicht ihre Rolle als authentische Stimme ihrer Generation.